# Динамо (молодёжный хоккейный клуб, Санкт-Петербург)
Молодёжный хоккейный клуб «Дина́мо Санкт-Петербург» — молодёжная команда по хоккею с шайбой из Санкт-Петербурга, выступающая в Чемпионате Молодёжной хоккейной лиги.

## История

### Предпосылки создания команды
В мае 2011 Сергей Черкас был назначен генеральным директором «Динамо Санкт-Петербург». Он совместно с директором школы-интерната №576 Василеостровского района Санкт-Петербурга, Натальей Скарлыгиной, занялся ремонтом катка и привлечением инвестора для школы.
В 2012 году появилась информация, что в сезоне 2013—2014 хоккейный клуб «Динамо Санкт-Петербург» вновь будет представлен в Российском чемпионате, а именно в МХЛ.

### Первый год существования
Клуб сформировался по инициативе руководства СДЮСШОР «Форвард» как полностью самостоятельный, но с договором о сотрудничестве с московским «Динамо», предполагающим обмен игроками и взаимопомощь. Одновременно была сформирована женская хоккейная команда «Динамо Санкт-Петербург», принявшая участие в Чемпионате России по хоккею с шайбой среди женщин, а с 2015 года — в ЖХЛ.
Главным тренером молодёжной команды стал Александр Зыбин.
В сезоне МХЛ 2013/14 «Динамо» заняло 16 место в Западной конференции Чемпионата МХЛ, набрав 70 очков в 56 матчах, что позволило ему выйти в плей-офф Кубка Харламова. Однако в 1/16 финала петербуржцы проиграли ярославскому Локо.

### Сезон 2014/2015
В начале следующего сезона Александр Зыбин был снят с поста главного тренера команды. Временно исполняющим обязанности, а вскоре и главным тренером был назначен заслуженный тренер России Юрий Гайлик. Под руководством нового главного тренера «Динамо» смогло улучшить результаты регулярного первенства по итогам сезона 2014/15, заняв 13 место в Западной конференции, однако вновь вылетело с первого раунда плей-оффа, поиграв землякам СКА-1946. По итогам сезона сотрудничество с Юрием Гайликом клуб решил не продлевать.

### Сезон 2015/16
В начале сезона был сформирован тренерский штаб под руководством нового главного тренера Леонида Тамбиева, ассистентом выступил Андрей Банада, в систему клуба также вернулся в роли тренера-селекционера Александр Зыбин. Под руководством нового тренера команда добилась оглушительного успеха в регулярном чемпионате, заняв третье место в Западной конференции, набрав 83 очка в 42 матчах. В плей-оффе были последовательно побеждены в упорной борьбе московский «МХК Спартак» и череповецкий «Алмаз», но в полуфинале «Динамо» уступило победителю прошлого сезона, нижегородской «Чайке». По результатам сезона команда выиграла свои первые медали, став бронзовым призёром Чемпионата МХЛ.
На волне успеха молодёжной команды клуб объявил о формировании взрослой мужской команды ВХЛ в рамках системы клуба. Мужская команда была создана на основе молодёжных бронзовых призёров, тренерский штаб во главе с Леонидом Тамбиевым возглавил новую команду.

### Сезон 2016/17
Перед сезоном 2016-17 главным тренером молодёжной команды был назначен Евгений Филинов, его помощникам стали Анатолий Семёнов и Валерий Иванников. Тренер вратарей стал Сергей Белов. 19 июля 2016 года было заключено соглашение с клубом КХЛ ХК «Сочи» о спортивном сотрудничестве. В рамках соглашения «леопарды» смогут отправлять своих хоккеистов в петербургский клуб в Молодёжной и Высшей хоккейной лиге. 20 ноября 2016 года исполняющим обязанности главного тренера был назначен Николай Акимов. Регулярный чемпионат сезона 2016/17 молодёжная команда «Динамо Санкт-Петербург» завершила на 7-й строчке Западной конференции МХЛ и в первом раунде плей-офф уступила будущему обладателю Кубка Харламова «Красной армии».

### Сезон 2017/18
20 июля 2017 года главным тренером команды был назначен Сергей Орешкин. 20 ноября стало известно, что Орешкин покидает должность главного тренера по семейным обстоятельствам и продолжит работать консультантом команды. И.О. главного тренера был назначен Николай Акимов. 22 февраля 2018 года стало известно, что Николай Акимов заболел. И.О. главного тренера назначен Сергей Орешкин. Динамовцы превзошли результат прошлого сезона, добравшись до второго раунда розыгрыша Кубка Харламова, переиграв прошлогоднего обидчика «Красную Армию», однако вновь уступили будущему чемпиону - на этот раз ярославскому «Локо».

### Сезон 2018/2019
Главный тренер Сергей Орешкин продолжил работать в молодёжной команде в начале нового сезона, но 16 октября 2018 года возглавил взрослую команду «Динамо СПб» из ВХЛ. 17 октября на пост главного тренера был назначен Виктор Беляков. Сезон молодёжка завершила на 2 месте Западной конференции.  В Кубке Харламова в первом раунде петербургской команде удалось без труда обойти молодёжку московского Спартака, но во втором раунде снова не удалось перебороть состав «Локо», ставшим в итоге обладателем трофея.

### Сезон 2019/2020
4 июля 2019 года главным тренером молодёжной команды стал Егор Башкатов. В регулярном чемпионате МХЛ клуб занял 4 место в турнирной таблице Западной конференции. В Кубке Харламова в серии матчей был обыгран череповецкий «Алмаз», но плей-офф был завершён досрочно из-за пандемии COVID-19. По итогам розыгрыша клуб занял техническое 1-8 место, как команда прошедшая во второй раунд.

### Сезон 2020/2021
18 июня 2020 года клуб покинули главный тренер Егор Башкатов и его помощник Евгений Филинов. 7 июля молодёжку возглавил Кирилл Алексеев, ранее тренировавший второй молодёжный состав — «Динамо-Юниор». Сезон 2020/2021 команда завершила на 7 месте западной конференции, вышла в плей-офф кубка Харламова, но не смогла пройти в первом раунде Локо из Ярославля в сухую уступив в серии со счётом 3-0. 11 мая 2021 года стало известно, что главный тренер Кирилл Алексеев, покинул свой пост.

### Сезон 2021/2022
3 июня 2021 года главным тренером молодёжной команды был назначен Сергей Яровой, ранее  работавший в Академии ледовых видов спорта «Динамо Санкт-Петербург».

## Результаты выступления в Чемпионате МХЛ

### Командная статистика
| Сезон   | И   | В   | ВО | ВБ | ПБ | ПО | П   | О   | Ш         | РС | Плей-офф                                                                                           |
| ------- | --- | --- | -- | -- | -- | -- | --- | --- | --------- | -- | -------------------------------------------------------------------------------------------------- |
| 2013/14 | 56  | 18  | 1  | 5  | 1  | 3  | 28  | 70  | 145-180   | 16 | Проиграли в первом раунде: 0-3 Локо                                                                |
| 2014/15 | 56  | 18  | 2  | 5  | 7  | 1  | 23  | 76  | 174-182   | 13 | Проиграли в первом раунде: 0-3 СКА-1946                                                            |
| 2015/16 | 42  | 25  | 0  | 3  | 1  | 1  | 12  | 83  | 113-69    | 3  | Проиграли в третьем раунде: 3-2 МХК Спартак; 3-2 Алмаз; 1-3 Чайка                                  |
| 2016/17 | 56  | 28  | 2  | 4  | 2  | 1  | 19  | 99  | 177-143   | 7  | Проиграли в первом раунде: 2-3 Красная армия                                                       |
| 2017/18 | 64  | 43  | 2  | 3  | 3  | 2  | 11  | 144 | 245-126   | 4  | Проиграли во втором раунде: 3-1 Красная армия; 1-3 Локо                                            |
| 2018/19 | 64  | 41  | 3  | 2  | 3  | 6  | 9   | 101 | 251-117   | 2  | Проиграли во втором раунде: 3-0 МХК Спартак; 0-3 Локо                                              |
| 2019/20 | 64  | 35  | 4  | 2  | 4  | 8  | 11  | 99  | 216-124   | 4  | Розыгрыш кубка был досрочно завершён из-за пандемии COVID-19. Победили в первом раунде: 3-1 Алмаз; |
| 2020/21 | 64  | 35  | 0  | 1  | 5  | 5  | 18  | 82  | 180-150   | 7  | Проиграли в первом раунде: 0-3 Локо                                                                |
| Всего   | 463 | 243 | 14 | 25 | 26 | 27 | 131 | 756 | 1501-1061 |    | |

 И — количество проведенных игр, В — выигрыши в основное время, ВО — выигрыши в овертайме, ВБ — выигрыши в послематчевых буллитах, ПО — проигрыши в овертайме, ПБ — проигрыши в послематчевых буллитах, П — проигрыши в основное время, О — количество набранных очков, Ш — соотношение забитых и пропущенных голов, РС — место по результатам регулярного сезона

### Лучшие бомбардиры команды
По набранным очкам и системе гол+пас
- 2013/14 — Александр Дядюшко — 47 (21+26), Кирилл Тамбиев — 47 (10+37);
- 2014/15 — Кирилл Миронишин — 45 (22+23);
- 2015/16 — Павел Новожилов — 27 (14+13);
- 2016/17 — Антон Назаревич — 49 (21+28);
- 2017/18 — Антон Васильев — 71 (25+46);
- 2018/19 — Антон Васильев — 95 (41+54);
- 2019/20 — Дмитрий Рашевский — 74 (44+30)
- 2020/21 — Пётр Яковлев — 45 (21+24);
- 2021/22 — Всеволод Селиванов — 64 (25+39);

## Достижения клуба
Чемпионат МХЛ
- Бронзовый призёр (1): 2015/2016[14]

Кубок имени В.А.Быстрова
- Обладатель (3): 2017, 2018, 2019

Турнир имени Николая Маслова
- Серебряный призёр (1): 2019

Турнир имени П.И. Беляева
- Серебряный призёр (2): 2014, 2015

## Участники Кубка Вызова МХЛ
- 2014 — Егор Парфёнов Н
- 2015 — Кирилл Миронишин Н
- 2016 — Семён Ручкин З, Павел Новожилов Н
- 2017 — Антон Назаревич Н
- 2018 — Кирилл Устименко В, Артём Чернов Н
- 2019 — Антон Васильев Н, Антон Назаревич Н
- 2020 — Егор Анисимов Н

## Список главных тренеров
- Александр Зыбин (02.08.2013 — 24.09.2014)
- Юрий Гайлик (24.09.2014 — 23.03.2015)
- Леонид Тамбиев (14.04.2015 — 13.05.2016)
- Евгений Филинов (13.05.2016 — 29.11.2016)
- Николай Акимов (30.11.2016 — 20.07.2017)
- Сергей Орешкин (20.07.2017—20.11.2017)
- Николай Акимов (20.11.2017 — 22.02.2018, и. о.)
- Сергей Орешкин (22.02.2018 — 16.10.2018);
- Виктор Беляков (17.10.2018 — 03.07.2019)
- Егор Башкатов (03.07.2019 — 18.06.2020)
- Кирилл Алексеев (06.07.2020 — 11.05.2021)
- Яровой, Сергей Александрович (03.06.2021 — 5 сентября 2022)
- Алёхин, Дмитрий Борисович (5 сентября 2022 — 27 января 2023)
- Вершинин, Дмитрий Сергеевич (27 января — 25 февраля 2023, и. о.)
- Мамонтов, Юрий Александрович (с 25 февраля 2023, и. о.)
- Афанасьев, Валерий Васильевич (5 сентября 2023 — 19 ноября 2023)
- Ефимов, Игорь Геннадьевич (с 19 ноября 2023)

## В творчестве
- В 2013 году музыкальная группа «Бивни» выпустила для молодёжной команды гимн под названием «Играет в хоккей „Динамо“!». С 2016 года данная композиция используется в матчах команды ВХЛ.